# Bessatsu Shōnen Magazine
Bessatsu Shōnen Magazine (別冊少年マガジン, Bessatsu Shōnen Magajin) est un magazine de prépublication de mangas mensuel de type shōnen publié par Kōdansha depuis le 9 septembre 2009. C'est un dérivé de l'hebdomadaire Weekly Shōnen Magazine. Le magazine privilégie la publication de séries à thème fantastique.

## Liste des séries publiées dans leBessatsu Shōnen Magazine
|  | Manga en inactivité |

| Titre | Auteur                                                 | Première publication |
| --- | ------------------------------------------------------ | -------------------- |
| Flying Witch (ふらいんぐうぃっち, Furaingu Uitchi)                                                          | Chihiro Ishizuka                                       | septembre 2012       |
| Shōgi no Watanabe-kun (将棋の渡辺くん)                                                                      | Megumi Ina                                             | juin 2013            |
| The Heroic Legend of Arslân (アルスラーン戦記, Arusurān Senki)                                              | Yoshiki Tanaka (scénario), Hiromu Arakawa (dessin)     | juillet 2013         |
| Friends Games (トモダチゲーム, Tomodachi Gēmu)                                                              | Yuki Sato (dessin), Mikoto Yamaguchi (scénario)        | décembre 2013        |
| To the Abandoned Sacred Beasts (かつて神だった獣たちへ, Katsute kamidatta kemono-tachi e)                   | Maybe                                                  | juillet 2014         |
| 29-sai Hitorimi Chūken Bōkensha no Nichijō (29歳独身中堅冒険者の日常)                                       | Ippei Nara                                             | février 2016         |
| I'm Standing on a Million Lives (100万の命の上に俺は立っている, 100-Man no Inochi no Ue ni Ore wa Tatteiru) | Akinari Nao (dessin), Naoki Yamakasa (scénario)        | juillet 2016         |
| Fate/Grand Order -turas réalta- ()                                                                          | Kawaguchi Takeshi                                      | septembre 2017       |
| Cross of the cross (十字架のろくにん, Jūjika no Rokunin)                                                    | Shiryuu Nakatake                                       | mars 2020            |
| Welcome Back, Alice (おかえりアリス, Okaeri Alice)                                                          | Shūzō Oshimi                                           | mai 2020             |
| Wistoria: Wand and Sword (杖と剣のウィストリア, Tsue to Tsurugi no Wistoria)                                | Toshi Aoi (dessin), Fujino Ōmori (scénario)            | janvier 2021         |
| Hime Kishi wa Barbaroi no Yome (姫騎士は蛮族の嫁)                                                           | Noriaki Kotoba                                         | février 2021         |
| Orient - Samurai Quest (オリエント, Oriento)                                                                | Shinobu Ohtaka                                         | mars 2021            |
| Fungus and Iron (菌と鉄, Kin to Tetsu)                                                                      | Ayaka Katayama                                         | avril 2021           |
| Shin Honkaku Mahō Shōjo Risuka (新本格魔法少女りすか)                                                       | Nao Emoto (dessin), Nishio Ishin (scénario)            | mai 2021             |
| Hīragi-san Chi no Kyūketsu Jijō (柊さんちの吸血事情)                                                        | Miki Yoshikawa                                         | novembre 2021        |
| Yaotome × 2 (八乙女×2)                                                                                      | Tozen Ujiie                                            | juin 2022            |
| Blue Lock: Episode Nagi (ブルーロック -EPISODE 凪-, Burūrokku - EPISODE Nagi -)                             | Kota Sannomiya (dessin), Kaneshiro Muneyuki (scénario) | juillet 2022         |
| Retropolis Scratch (レトロポリス・スクラッチ)                                                               | Jinsei Kataoka (dessin), Kazuma Kondou (scénario)      | août 2022            |
| Gunka no Baltzar (軍靴のバルツァー)                                                                         | Michitsune Nakajima                                    | septembre 2022       |
| STUNTS: 9-Banme no Ghost (STUNTS 9番目のゴースト)                                                           | Sora Daichi                                            | octobre 2022         |
| Bokura no Sōretsu (ぼくらの葬列)                                                                            | Yūki Asagiri                                           | décembre 2022        |
| Hina and Bambi (ヒナとバンビ, Hina to Banbi)                                                                | Maria Komaki                                           | janvier 2023         |
| Kareshi Tokidoki Kanojo (彼氏時々彼女)                                                                      | Musawo                                                 | juillet 2023         |

## Séries notables
- L'Attaque des Titans
- Animal Kingdom
- Flying Witch
- Jeux d'enfants
- Les Fleurs du mal
- Orient - Samurai Quest
- UQ Holder!
- Sankarea
- The Heroic Legend of Arslân
- To the Abandoned Sacred Beasts
- xxxHOLiC